# Conifaber yasi
Conifaber yasi là một loài nhện trong họ Uloboridae.
Loài này thuộc chi Conifaber. Conifaber yasi được Cristian J. Grismado miêu tả năm 2004.